# Aloha Airlines
Aloha Airlines — колишня магістральна авіакомпанія Сполучених Штатів Америки зі штаб-квартирою в місті Гонолулу (Гаваї), що припинила свою діяльність 31 березня 2008 року.
Як головний вузловий аеропорт авіакомпанія використовувала Міжнародний аеропорт Гонолулу.

## Історія

### Період поршневих і турбогвинтових літаків
Авіакомпанія Trans-Pacific Airlines була заснована 26 липня 1946 року бізнесменом Руді Тонггом як чартерного перевізника і головного конкурента іншої компанії Hawaiian Airlines. Перші рейси виконувалися між містами Гонолулу, Мауї і Хіло на єдиному літаку Douglas C-47 (DC-3) часів Другої світової війни. Первісна назва авіакомпанії свідчить про амбітні плани її засновника по покриттю маршрутною мережею перевезень всього тихоокеанського регіону, включаючи Гавайські острови, Каліфорнії і Китай. До кінця 1946 року авіакомпанія отримала неофіційне прізвисько «The Aloha Airlines» («Улюблена авіакомпанія») і мала до того часу в своєму флоті чотири літаки. 21 лютого 1949 року Президент США Гаррі Трумен підписав офіційний дозвіл на відкриття Trans-Pacific Airlines регулярних авіарейсів, перший регулярний пасажирський рейс був виконаний 6 червня 1949 року між аеропортами Гонолулу і Кволо.
У 1952 році авіакомпанія вперше досягла прибутку, що склав за підсумками фінансового року показника в 36 410,12 доларів США. При цьому вартість акцій компанії на фондовій біржі зріс за звітний рік на 30 %, в порівнянні з 10 % зростання в 1950 році. У 1952 році авіакомпанія змінила свою офіційну назву на TPA-The Aloha Airline. Тим не менш, в наступні п'ять років подальше зростання фінансових показників авіакомпанії практично зупинився через те, що її головний конкурент Hawaiian Airlines ввела в експлуатацію сучасні літаки Convair 340 і фактично перехопила переважну частину ринку авіаперевезень в регіоні. У 1958 році на пост президента авіакомпанії був обраний бізнесмен, який спеціалізувався на операціях з нерухомістю, Хунг У-Цзин (Hung Wo Ching), чия сім'я до того часу володіла значною часткою акцій перевізника. У листопаді того ж року компанія черговий і останній раз змінила свою назву на Aloha Airlines, а 15 квітня 1959 року повітряний флот авіакомпанії поповнився сучасними турбогвинтовими лайнерами Fairchild F-27 з посиленим кілем і більш товстої обшивкою фюзеляжу порівняно з іншими літаками тієї ж серії (керівництво компанії висловлювало деякі побоювання щодо безпеки експлуатації лайнерів-високопланів на злітно-посадкових смугах аеропортів з ґрунтовим покриттям). Влітку 1959 року частка перевезень Aloha Airlines на регіональному ринку злетіла до 42 відсотків.

### Ера реактивної авіації

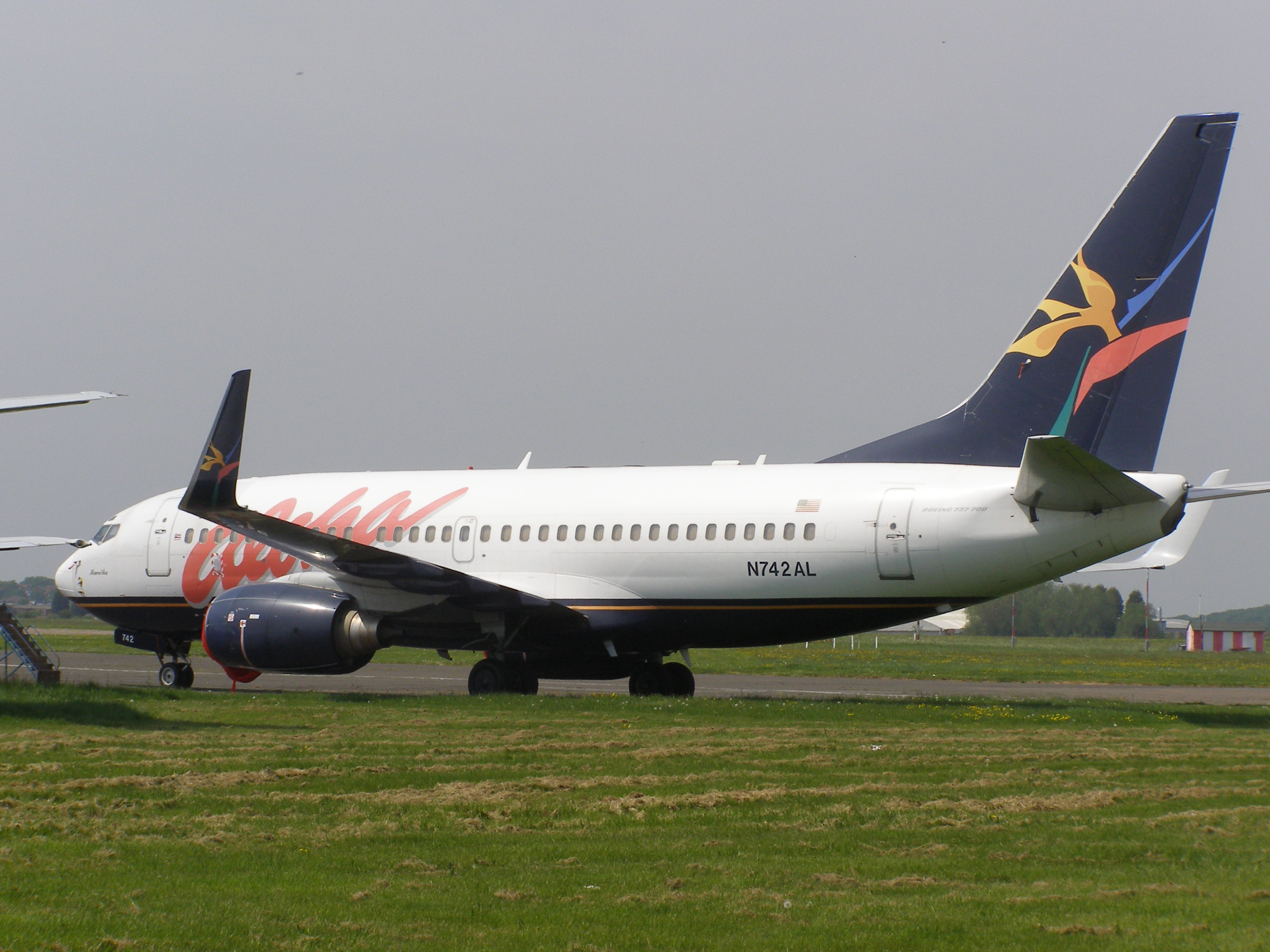
Boeing 737-700 авіакомпанії Aloha Airlines

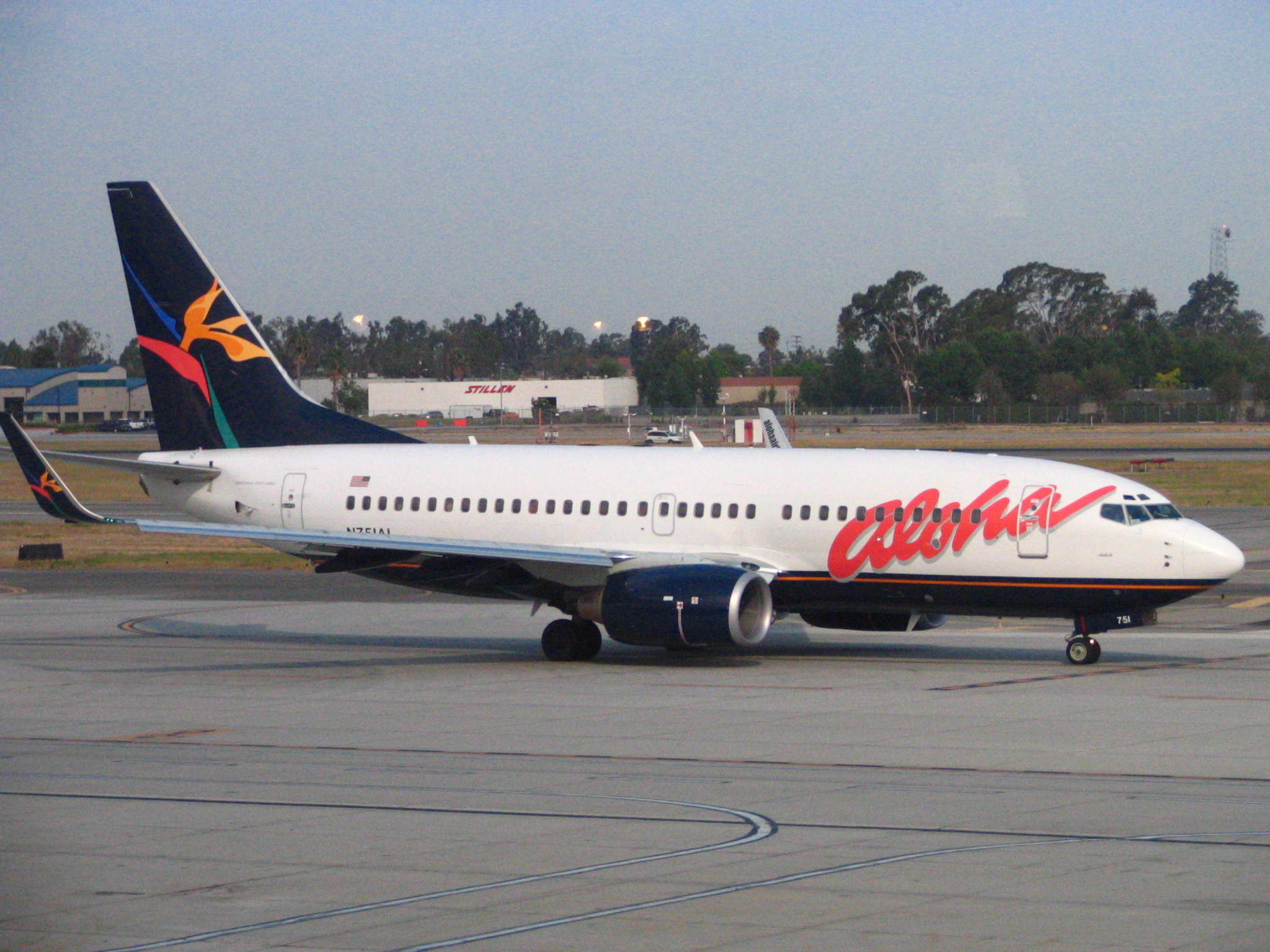
Boeing 737-700 авіакомпанії Aloha Airlines

3 січня 1961 року Aloha Airlines вивела з експлуатації останній поршневий літак Douglas DC-3, ставши другою авіакомпанією Сполучених Штатів, повністю перейшла на комерційні лайнери з турбінними двигунами. Через два роки компанія купує у австрійської Austrian Airlines два турбогвинтових Vickers Viscount, а потім і третій літак тієї ж моделі. 16 квітня 1966 року флот Aloha Airlines отримав свій перший реактивний BAC 1-11, а в червні 1967 року з експлуатації були виведені останні Fairchild F-27. Поки Aloha Airlines освоювала невеликі реактивні BAC 1-11, конкуруюча компанія Hawaiian Airlines ввела на головному напрямку Гонолулу-Хіло більш місткі Douglas DC-9-30, тим самим серйозно підірвавши пасажирообіг свого конкурента на даному маршруті. Протягом декількох місяців керівництво авіакомпанії придивлялося до придбання великих в порівнянні з BAC 1-11 лайнерів, в кінцевому підсумку у грудні 1967 року, підписавши контракт на поставку двох нових пасажирських літаків Boeing 737-200. Перший пасажирський B-737 був введений на маршрути 2 березня 1969 року і мав неофіційну назву «Funbirds». Різке збільшення пасажиромісткості експлуатованих в обох авіакомпаніях літаків серйозним чином вдарило по економіці двох конкурентів і вже в наступному 1970 році відбулася перша з трьох в історії невдалих спроб об'єднання обох перевізників (такі спроби робилися в 1988 і 2001 роках). У жовтні 1971 року Aloha Airlines продала турбогвинтові літаки Vickers Viscounts, повністю перевівши свій флот на реактивні лайнери.
У 1983 році Aloha Airlines анонсувала власну бонусну програму заохочення часто літаючих пасажирів AlohaPass. У 1984 році авіакомпанія взяла в лізинг широкофюзеляжний літак McDonnell Douglas DC-10-30, а 28 травня відкрила на ньому регулярні рейси між Гонолулу, Гуамом і Тайбеєм, які виконувалися під комерційним брендом Aloha Pacific і незабаром виявилися збитковими внаслідок найсильнішої конкуренції на даних напрямках з іншого магістральної авіакомпанією США Continental Airlines. 12 січня 1985 року регулярні польоти з Гонолулу в Гуам і Тайбей були виключені з маршрутної мережі перевізника. У жовтні 1985 року Aloha Airlines придбала Boeing 737 в спеціальній конфігурації «Quick-Change», що дозволяла у короткий час переобладнати компонування літака з пасажирського у вантажну і назад, при цьому пасажирська конфігурація використовувалася на денних рейсах, а в нічний час той же лайнер виконував вантажні рейси по чартерним замовленнями. У лютому 1986 року авіакомпанія відкрила регулярні щотижневі маршрути між Гонолулу і Кірітіматі (Острів Різдва), ставши першою авіакомпанією США, використовує літаки Boeing 737 за вимогами стандарту ETOPS.
В кінці 1986 року президент компанії Хунг У-Цзин і віце-президент Шерідан Інг оголосили про наміри керівництва вивести Aloha Airlines з приватної власності і провести процедуру її акціонування для залучення додаткових коштів інвесторів і виведення компанії зі стану банкрутства. В наступному році авіакомпанія поглинула місцевого перевізника Princeville Airways, спочатку перейменувавши його в Aloha IslandAir, а в 1995 році — в Island Air. У 2003 році дочірнє підрозділ Island Air було реалізовано фінансовій групі Gavarnie Holding, реорганізувавшись у незалежну авіакомпанію.
14 лютого 2000 року Aloha Airlines ввела регулярні трансконтинентальні рейси на літаках Boeing 737-700 з Гонолулу, Кахулуи, Закони (Гавайські острови) в Окленд (Каліфорнія) і дещо пізніше з Гонолулу в округ Оріндж, Сан-Дієго, Ріно і Лас-Вегас. Нетривалий час компанія використовувала регулярний маршрут Гонолулу — Ванкувер.
Найдовший рейс авіакомпанії між аеропортами Гавайських островів становив 350 кілометрів, найкоротший — 100 км, середня довжина маршрутів на островах становила 215 км. Aloha Airlines разом зі своєю дочірньою Island Air використовували партнерську угоду з магістральної авіакомпанії United Airlines на взаємне визнання накопичених бонусних миль за програмами заохочення часто літаючих пасажирів AlohaPass і Mileage Plus.

## Фінансові проблеми і тарифна війна з Go!
Перша половина 2000-х років стала для Aloha Airlines смугою суцільних невдач. Економічна стагнація в Японії, терористичні акти 11 вересня 2001 року, паніка через епідемію вірусу атипової пневмонії 2003 року та істотне підвищення цін на паливо призвели авіакомпанію до важкому фінансовому кризі. 30 грудня 2004 року Aloha Airlines оголосила себе банкрутом, скориставшись положеннями Глави 11 Кодексу США про банкрутство комерційних компаній. Після переукладання трудових договорів з працівниками авіакомпанії, отримання додаткових інвестицій від фінансових інвесторів і оптимізації доходів і витрат 17 лютого 2006 року Aloha Airlines зуміла вийти зі стану банкрутства, а 30 серпня 2006 року Головою ради директорів авіакомпанії був призначений топ-менеджер корпорації Boeing Гордон Бетюн.
Подальший стан справ в авіакомпанії змінилося чи: при збереженні високих цін на паливо компанія вплуталася в затяжну війну тарифів з регіональним перевізником go!, є дочірнім підрозділом Mesa Airlines, що призвело до повторного оголошення банкрутства 20 березня 2008 року. Десять днів потому Aloha Airlines оголосила про припинення всіх регулярних рейсів з кінцевою датою обслуговування пасажирських операцій 31 березня 2008 року, після чого було звільнення 1900 співробітників компанії при штатній чисельності в 3500 осіб. Губернатор Гаваїв Лінда Лінгл клопотала про необхідність державної підтримки перевізника і відновлення пасажирських рейсів між аеропортами штату, однак розглядав справу федеральний суддя Ллойд Кінг відхилив клопотання губернатора, мотивувавши свої дії тим, що суд не повинен втручатися у вирішення комерційних компаній.
Після припинення пасажирських перевезень кредитори авіакомпанії спробували продати її дочірні підрозділи по частинах. Найбільша ціна була запропонована за вантажний підрозділ Pacific Air Cargo, ряд інвестиційних компаній висловили свою готовність у придбанні вантажного перевізника, в числі зацікавлених сторін були холдинги Saltchuk Resources з Сіетла, Castle & Cooke Aviation з Каліфорнії і гавайська корпорація Kahala Capital, співвласником якої був міноритарний власник і член ради директорів Aloha Airlines Річард Інг. У процесі розгляду заявок на аукціонні торги виникли непереборні розбіжності між претендентами на покупку авіаперевізника і його основним кредитором фінансової групою GMAC Commercial Finance, в результаті чого учасники аукціону разом відкликали свої заявки. Майже відразу після зриву торгів GMAC зупинила всю операційну діяльність вантажного підрозділу і пустила його по шляху повної ліквідації, змінивши заяву про банкрутство підприємства з умов Глави 11 Кодексу США про банкрутство (захист від кредиторів з подальшою реорганізацією діяльності) на Главу 7 Кодексу, що передбачає повне банкрутство комерційної організації.
12 травня 2008 року за наполяганням сенатора США Деніела Іноуе інвестиційна група Saltchuk Resources відновлює свою заявку на придбання вантажного підрозділу Aloha Airlines з загальною сумою в 10,5 мільйонів доларів США. Угода була схвалена в той же день федеральним суддею Ллойдом Кінгом і відбулася 14 травня того ж року.
До придбання вантажного філії Aloha Airlines холдинг Saltchuk Resources вже мав власну присутність на Гавайських островах в особі дочірніх компаній Young Brothers/Hawaiian Tug & Barge, Hawaii Fuel Network, Maui Petroleum і Minit Stop Stores. Крім того інвестиційна група володіє найбільшою вантажний авіакомпанією Аляски Northern Air Cargo. Придбаний авіаперевізник в даний час працює під торговою маркою Aloha Air Cargo.

## Маршрутна мережа

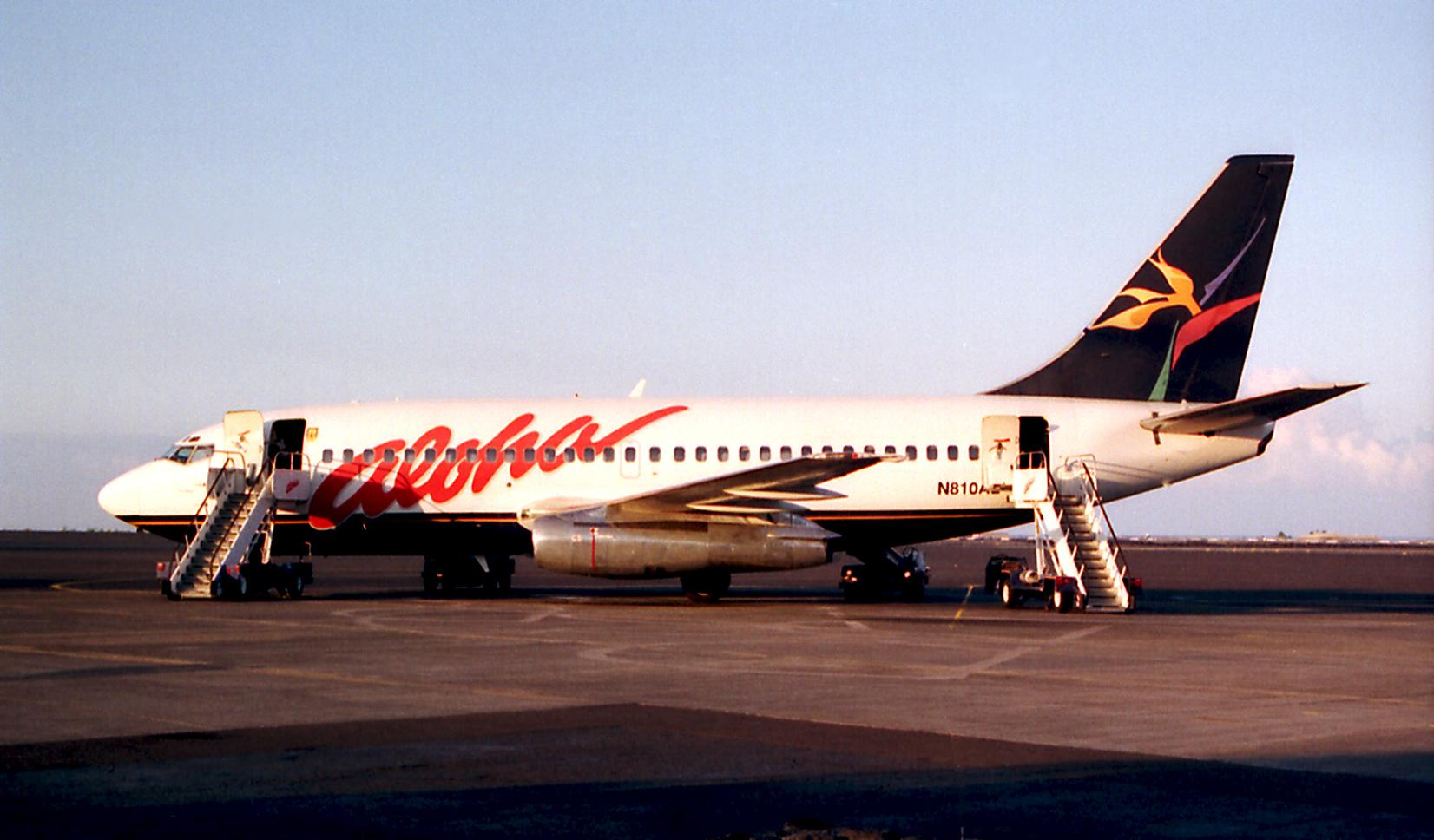
Boeing 737-200 авіакомпанії Aloha Airlines

На момент припинення пасажирських перевезень 31 березня 2008 року маршрутна мережа авіакомпанії Aloha Airlines включала в себе наступні пункти призначення:

### США

#### Каліфорнія
- Бербанк — Аеропорт імені Боба Хоупа
- Окленд — Міжнародний аеропорт Окленд
- Сакраменто — Міжнародний аеропорт Сакраменто
- Сан-Дієго — Міжнародний аеропорт Сан-Дієго
- Санта-Ана — Аеропорт імені Джона Уейна основний пункт призначення

#### Гаваї
- Хіло — Міжнародний аеропорт Хіло
- Гонолулу — Міжнародний аеропорт Гонолулу хаб
- Кахулуї — Аеропорт Кахулуї основний пункт призначення
- Кона — Міжнародний аеропорт Кона
- Ліхуе — Аеропорт Ліхуе

#### Невада
- Лас-Вегас — Міжнародний аеропорт Маккаран
- Ріно — Міжнародний аеропорт Ріно/Тахо

### Припинені маршрути

#### Американське Самоа
- Паго-Паго — Міжнародний аеропорт Паго-Паго, двічі в тиждень

#### Канада
- Ванкувер — Міжнародний аеропорт Ванкувер

#### Острови Кука
- Rarotonga — Міжнародний аеропорт Раротонга

#### Кірибаті
- Кірітіматі — Міжнародний аеропорт Кессіді, щотижневий рейс, зазвичай виконувався по суботах

#### Маршаллові Острови
- Кваджалейн — Військовий аеродром Кваджалейн, двічі в тиждень
- Маджуро — Міжнародний аеропорт Маршаллових островів, двічі в тиждень

#### Атол Мідуей
- Мідуей — Аеропорт Хендерсон-Філд, регулярні чартерні рейси, зазвичай по вівторках

## Флот
За станом на 31 березня 2008 року повітряний флот авіакомпанії Aloha Airlines становили такі літаки:
У березні 2008 року середній вік повітряних суден авіакомпанії становив 18,2 років.

## Партнерські угоди
Aloha Airlines працювала в рамках партнерських угод (код-шерінг) з двома авіакомпаніями::
- Island Air[17]
- United Airlines[18]

## Авіаподії і нещасні випадки
- 27 червня 1969 року, Міжнародний аеропорт Гонолулу. Літак Vickers Viscount (реєстраційний номер N7410) зіткнувся на пероні з лайнером Douglas DC-9-31 авіакомпанії Hawaiian Airlines і згодом був списаний[19].
- 8 серпня 1971 року, Міжнародний аеропорт Гонолулу, літак Vickers Viscount (реєстраційний номер N7415). Після здійснення посадки в аеропорту на борту лайнера спалахнула пожежа. Про потерпілих не повідомлялося, літак згодом був списаний[20].
- 28 квітня 1988 року, рейс 243 Міжнародний аеропорт Хіло — Міжнародний аеропорт Гонолулу. Літак Boeing 737-297 (реєстраційний номер N73711) під час виконання регулярного рейсу з Хіло в Гонолулу піддався вибухової декомпресії, втратив частину фюзеляжу і здійснив аварійну посадку в Аеропорту Кахулуї. Загинула стюардеса Кларабелл Лансінг, ще 65 пасажирів і членів екіпажу отримали травми різного ступеня тяжкості. Комісія, що розслідувала інцидент, назвала як головну причину наявність втомних тріщин у металі. Відносно безпечна посадка літака подібного класу при таких серйозних пошкодженнях досі залишається безпрецедентним випадком в історії комерційної авіації.